# Friedrich Wilhelm von Götzen der Jüngere

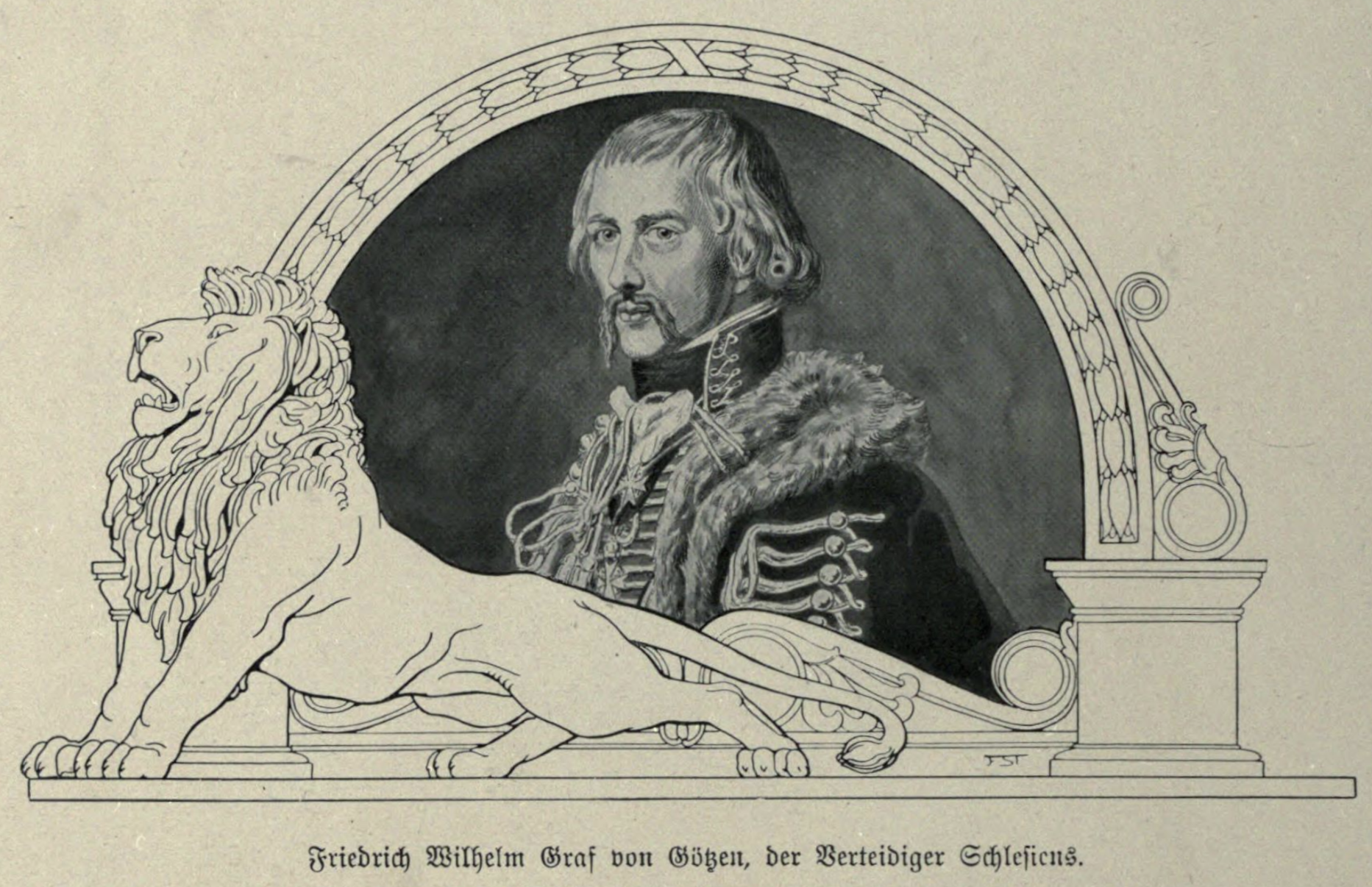
Friedrich Wilhelm von Götzen der Jüngere (Franz Stassen, c. 1901)

Friedrich Wilhelm von Götzen der Jüngere, seit 1794 Graf von Götzen (* 20. Januar 1767 in Potsdam; † 29. Februar 1820 in Kudowa, Landkreis Glatz, Provinz Schlesien), war ein preußischer Generalleutnant und Gouverneur von Schlesien. 

## Herkunft
Friedrich Wilhelm von Götzen gehörte dem protestantischen schlesischen Zweig derer von Götzen an. Seine Eltern waren der gleichnamige Freiherr Friedrich Wilhelm von Götzen d. Ä., preußischer Generalleutnant, Generaladjutant Friedrichs des Großen und Gouverneur von Glatz, sowie Luise, geb. von Holwede, verw. von Mellin. Von seinem Vater erbte er zusammen mit seinem Bruder Adolf Sigismund die Lehnsgüter Obersteine, Scharfeneck und Tuntschendorf in der Grafschaft Glatz.

## Militärische Laufbahn

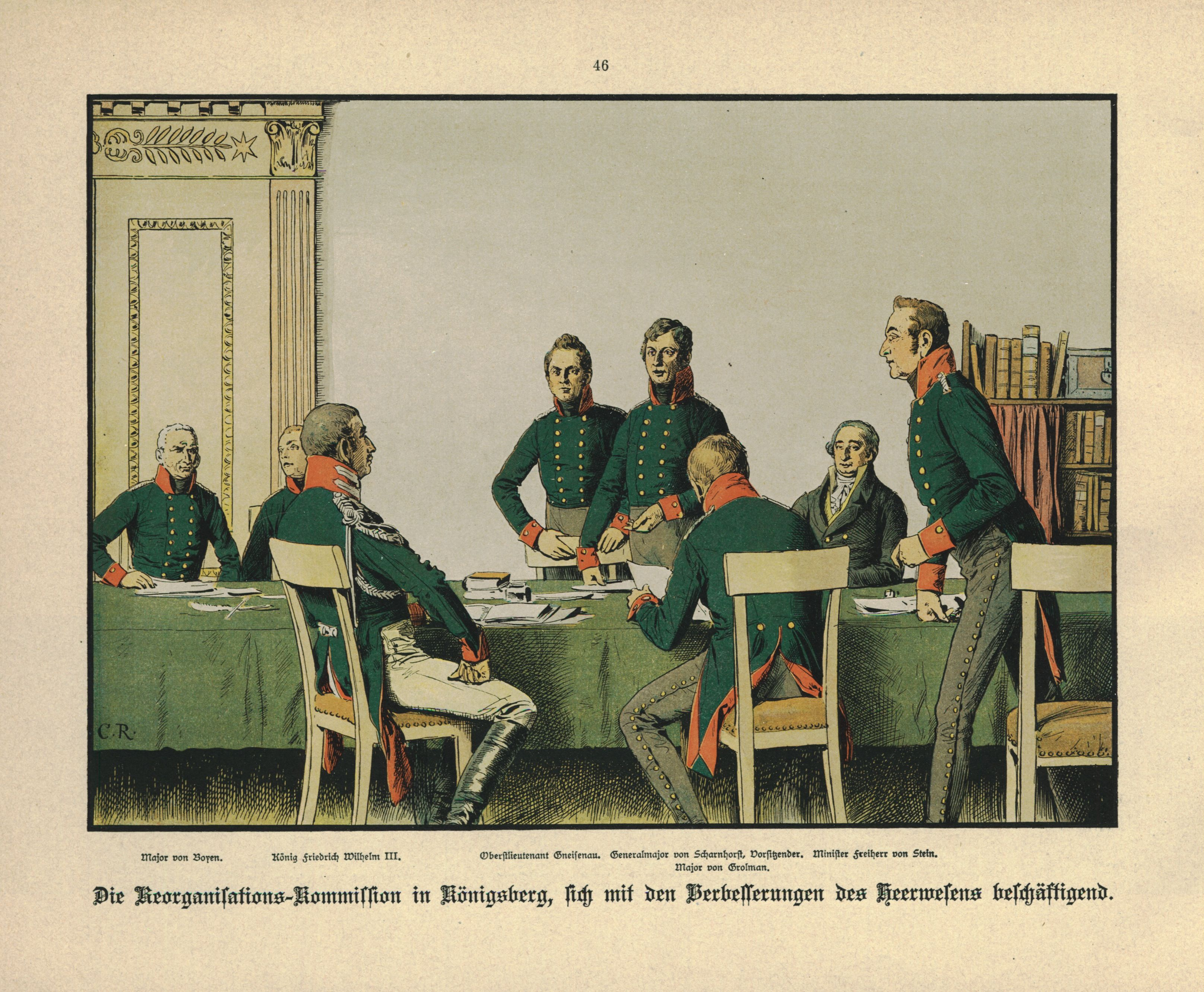
Militär-Reorganisationskommission, Königsberg 1807

Friedrich Wilhelm von Götzen d. J. wurde am 12. September 1781 als Rechtsritter des Johanniterordens aufgeschworen. 1782 trat er als Junker in das Leib-Karabinier-Regiment ein und wurde zwei Jahre später zum Leutnant befördert. Im August 1791 unternahm er mit einem Herrn von Bismarck-Schönhausen eine Harzreise, über die er Aufzeichnungen hinterließ, die sich um 1891 in Glatz befanden. Mit Kabinettsordre vom 3. Mai 1794 wurde er in den preußischen Grafenstand erhoben. 1798 gehörte er als Rittmeister dem Husarenbataillon des Generalmajors Karl Anton von Bila an und stieg 1801 zum Stabsoffizier auf.
1804 wurde Götzen Flügeladjutant des preußischen Königs Friedrich Wilhelm II., der ihn 1805 mit einer Sondermission an den kursächsischen Hof nach Dresden entsandte. Hier traf er den einflussreichen Publizisten Friedrich von Gentz, von dem er in seinem antinapoleonischen Widerstandswillen bestärkt wurde.
1806 erhielt Götzen den Auftrag, den Widerstand gegen die französischen Truppen zu organisieren und Schlesien zu verteidigen. Gleichzeitig wurde Oberst Ferdinand Fürst zu Anhalt-Pleß zum Generalgouverneur von Schlesien, Götzen zu seinem Vertreter ernannt. Wegen der militärisch aussichtslosen Lage versuchte Götzen, mit Österreich in Verhandlungen zu kommen. In der rund 45 km westlich von Glatz gelegenen böhmischen Stadt Nachod traf er deshalb am 12. Januar 1807 auf dem Schloss Ratiborschitz der Herzogin von Sagan mit Friedrich von Gentz zusammen, der ein Gespräch mit dem österreichischen Außenminister Johann Philipp von Stadion vermitteln sollte.
Anfang Februar 1807 nahm General Lefebvre-Desnouettes Schweidnitz ein und bedrohte Glatz. Fürst Anhalt-Pleß, der Generalgouverneur, floh nach Böhmen und nahm mit seinem Gefolge im Nachoder Schloss Quartier. Am 13. Februar erreichte Götzen die königliche Weisung, sich sofort nach Wien zu begeben und Verhandlungen über ein Bündnis Österreichs mit Preußen aufzunehmen. Vier Tage später traf Götzen – als Kurier verkleidet – in Wien ein. Nach einem freundschaftlichen Gespräch mit Stadion gewährte ihm am 22. Februar Kaiser Franz II. die erbetene Audienz, bei der Götzen feststellen musste, dass Österreich neutral bleiben wollte und nicht zum Kriegseintritt gegen Napoleon zu bewegen war. Nach weiteren Verhandlungen erhielt er jedoch die Zusage der geheimen Lieferung von Waffen, Uniformen und militärischen Ausrüstungsgegenständen, mit denen der Widerstand gegen die französischen Angriffe gestärkt werden sollte. Am 23. März kehrte Götzen nach Glatz zurück und erhielt drei Tage später die Mitteilung über seine Ernennung zum Generalgouverneur der Provinz Schlesien.
Von der Festung Glatz aus setzte Götzen im Schlesischen Feldzug den Rheinbundtruppen, die für Frankreich kämpften und von Napoleons Bruder Jérôme Bonaparte befehligt wurden, entschiedenen Widerstand entgegen. Durch Kriegsführung und Verhandlungen zersplitterte er die gegnerischen Truppen und verhinderte die Übergabe der Festungen Glatz, Silberberg und Cosel an den Kriegsgegner so lange, bis sie durch den Tilsiter Frieden hinfällig wurde. Schon vorher erfolgte die Beförderung zum Oberstleutnant (15. Mai 1807).
Anfang November 1807 reiste Götzen nach Memel, um seinem König Friedrich Wilhelm III. Bericht zu erstatten. Am 16. Dezember 1807 folgte die Berufung in die Militär-Reorganisationskommission, die das Heer neu aufbauen sollte und deren Vorsitzender General Scharnhorst war. Götzen nahm die Position des Reformgegners Ludwig von Borstell ein und erhielt den Auftrag, Schlesien militärisch zu reorganisieren. In Königsberg, wohin das Hoflager von Memel verlegt worden war, gab ihm der König den Befehl, einen Mobilmachungsplan für die Artillerie zu entwerfen. Hier führte er auch Gespräche mit dem Freiherren vom Stein. Im August 1808 kehrte er nach Glatz zurück und beschleunigte den Ausbau und die Instandsetzung der schlesischen Festungen.

## Ruhestand
Wegen schwerer Krankheit und Erschöpfung konnte Götzen, der auch Ritter des Ordens Pour le Mérite war, ab 1809 seine Dienstgeschäfte nicht mehr voll wahrnehmen und zog sich immer wieder zur Erholung nach Kudowa (Cudowa) auf das Schloss seines Schwagers Michael von Stillfried zurück, wo ihn auch General Scharnhorst mehrmals besuchte. 1810 erhielt er den Roten-Adler-Orden III. Klasse. Mit der Zusage einer Wiederanstellung nach erfolgter Genesung erhielt er am 12. August 1812 den erbetenen Abschied, blieb jedoch Chef der 2. Schlesischen Husaren.
Für die Befreiungskriege stellte sich Götzen am 15. Januar 1813 dem König nochmals zur Verfügung. Seine Gesundheit erlaubte jedoch keine militärische Verwendung mehr. Nachdem Preußen im März 1813 in vier Militärgouvernements geteilt wurde, erhielt er wiederum die Ernennung zum Militärgouverneur für Schlesien, musste dieses Amt jedoch schon im Juni 1813 an August Neidhardt von Gneisenau abgeben. Da Friedrich Wilhelm III. vom 9. bis 29. Juni im benachbarten Pfarrhaus von Tscherbeney wohnte, kann vermutet werden, dass auch Götzen an den dort geführten politischen Gesprächen teilnahm.

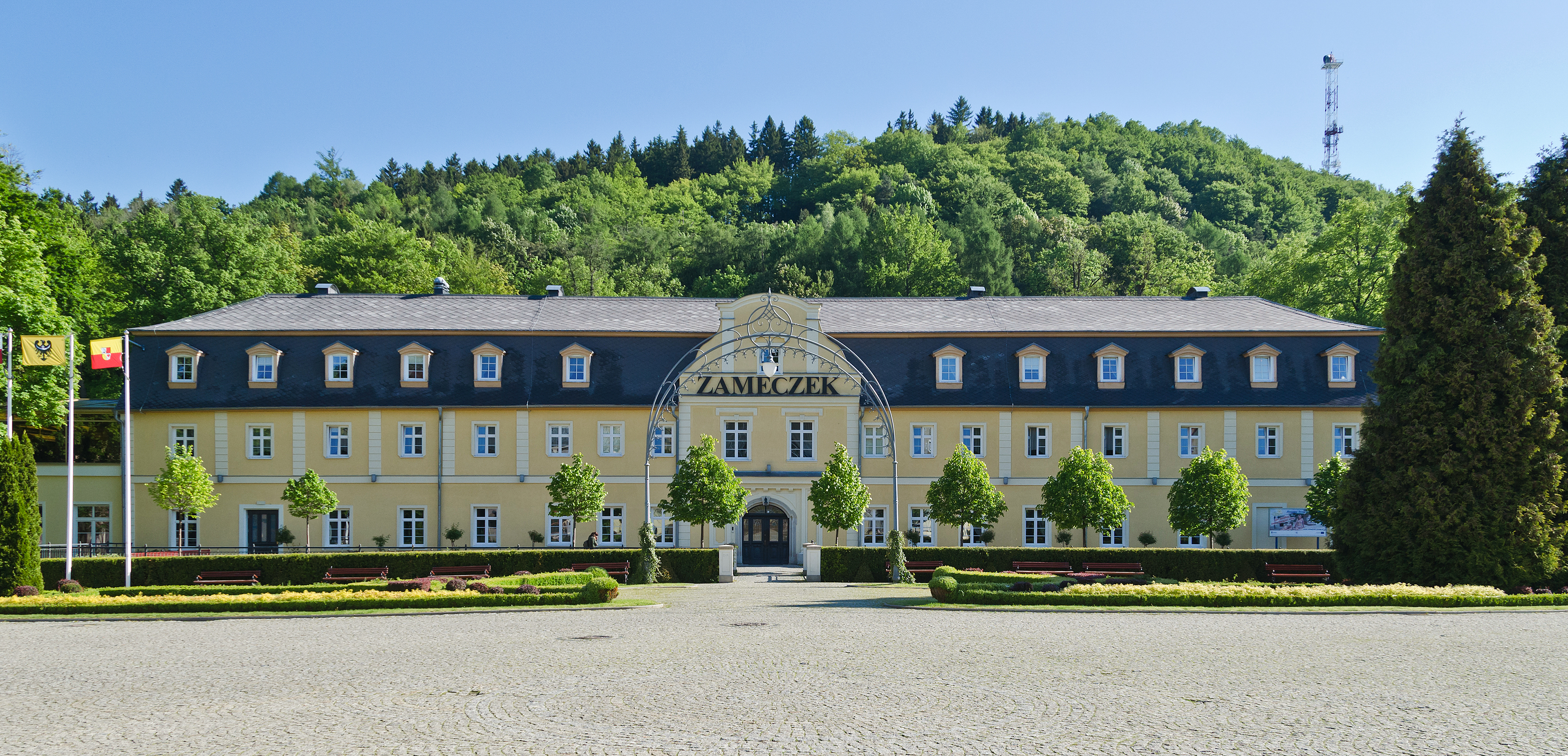
Schloss Goetzen in Kudowa

Obwohl nicht mehr im aktiven Dienst, wurde Götzen 1816 zum Generalleutnant ernannt. 1819 erwarb er – zusammen mit seinem Bruder Adolf Sigismund von Götzen – die Herrschaft Tscherbeney, zu der auch Kudowa und das dortige Schloss (seit 1945 polnisch Zameczek) gehörten. Hier suchte er Erholung für seine geschwächte Gesundheit, starb jedoch schon 1820 im Alter von 53 Jahren.  Sein Andenken in der preußischen Armee bewirkte 1889 die Namensverleihung an das 2. Schlesische Husarenregiment Nr. 6 durch Kaiser Wilhelm II. Das nunmehrige Husaren-Regiment Graf Goetzen (2. Schles.) Nr. 6 war nach Rückkehr von der Besatzungsarmee in Frankreich seit 1819 schwadronweise in Oberschlesien stationiert. Zu dieser Zeit (1809–1820) war Götzen nomineller Chef des von ihm 1809 aufgestellten Verbandes. Das Regiment wurde 1889 in Leobschütz zusammengeführt. Nur die 3. Schwadron verblieb in Oberglogau, von wo sie nach 70 Jahren im Jahr 1894 nach Ratibor in einen Kasernenneubau verlegt wurde.

## Denkmäler
Ihm zu Ehren wurde in den nachfolgenden Jahren in Glatz ein Denkmal in Form eines Obelisken errichtet. Nachdem nach dem Zweiten Weltkrieg die deutsche Bevölkerung vertrieben und Schlesien unter polnische Verwaltung gekommen war, wurde das Denkmal zwar nicht zerstört, aber so umgestaltet, dass es während der nachfolgenden kommunistischen Zeit als Denkmal für die Rote Armee dienen konnte.
Anlässlich des 100. Jubiläums der Stiftung des 2. Schlesischen Husaren-Regiments Nr. 6 wurde in Leobschütz am 14. November 1908 ein Denkmal des Grafen nach dem Entwurf des Berliner Bildhauers Eugen Börmel errichtet. Das Standbild zeigt den Generalleutnant in zeitgenössischer Husarenuniform mit Reiterstandarte. Das Denkmal wurde nach 1945 von den Polen beseitigt und verschrottet.

## Grabstätte
Seine letzte Ruhestätte fand Götzen – wie auch sein Bruder Adolf Sigismund, der ihn um 27 Jahre überlebte – auf dem Friedhof der evangelischen Kapelle auf dem Kudowaer Schlossberg. Der Friedhof wurde nach dem Zweiten Weltkrieg zerstört und Anfang der 1970er Jahre eingeebnet. Teile der Götzen-Grabmale, die als verschollen galten, wurden vor einigen Jahren auf dem Grundstück des Pfarrhofes in Czermna (Tscherbeney) wieder aufgefunden.